# Adolphe Appia

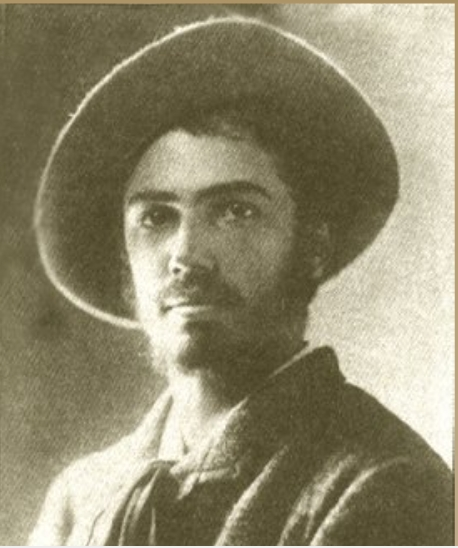
Adolphe Appia 1882.

Adolphe Appia född 1 september 1862 i Genève, död 29 februari 1928 i Nyon, var en schweizisk teaterreformator.

## Biografi
Appia framträdde i början av 1890-talet i skrift och bild med krav på teaterdekorationens förenkling i plastiskt dekorativ anda och teaterbelysningens uppmärksammande såsom konstnärligt dekorativ faktor. Han kan i stort sett säga ha varit Edward Gordon Craigs föregångare, men fick som han vänta på att se sina principer godtagna. Först under 1920-talet kom hans skisser att ligga till grund för några tyska iscensättningar av  Richard Wagners verk. Bland Appias skrifter märks Die Musik und die Inscenierung (1899).